# Zlatko Škorić
Zlatko Škorić (Zágráb, 1941. július 27. – Zágráb, 2019. május 23.) jugoszláv válogatott horvát labdarúgó, kapus.

## Pályafutása

### Klubcsapatban
1960 és 1969 között a Dinamo Zagreb labdarúgója volt. Tagja volt az 1966–67-es idényben vásárvárosok kupája-győztes csapatnak. 1969-ben a francia Olympique Avignonnais, 1969 és 1971 között az Olimpija Ljubljana, 1971–72-ben a nyugatnémet VfB Stuttgart, 1972–73-ban a Bayern München, 1973 és 1975 között ismét az Olympique Avignonnais kapusa volt. 1975–76-ban az NK Zagreb csapatában fejezte be az aktív labdarúgást.

### A válogatottban
1964 és 1966 között nyolc alkalommal szerepelt a jugoszláv válogatottban. Részt vett az 1964-es tokiói olimpián.

## Sikerei, díjai
Dinamo Zagreb
- Jugoszláv kupa
  - győztes (3): 1963, 1965, 1969
- Vásárvárosok kupája (VVK)
  - győztes: 1966–67

 Bayern München
- Nyugatnémet bajnokság
  - bajnok: 1972–73